# Казначеевский сельский совет
Казначеевский сельский совет (укр. Казначеївська сільська рада) — входит в состав
Магдалиновского района
Днепропетровской области
Украины.
Административный центр сельского совета находится в 
с. Казначеевка.

## Населённые пункты совета
- с. Казначеевка